# Kotlewy
Kotlewy – dawna osada w Polsce, w województwie łódzkim, w powiecie radomszczańskim, w gminie Kamieńsk.
1 stycznia 2024 nazwa miejscowości została zniesiona.
W latach 1975–1998 miejscowość administracyjnie należała do województwa piotrkowskiego.